# 軽便線
軽便線（けいべんせん）とは、
1. 「軽便鉄道」もしくは「軽便鉄道線」の別称・略称。
2. 1911年（明治44年）から1922年（大正11年）にかけて採用されていた国有鉄道の路線規格。鉄道敷設法に予定されておらず高規格の必要がない路線を、軽便鉄道法をもって敷設する場合に適用された。のちには一部の私鉄買収路線にも適用されている。対義語は「幹線」もしくは「本線」。なおこの場合の「軽便」は軽便鉄道法準拠であることを示すもので、現在言われる「軽便鉄道」（1.の用法）とは意味合いが異なる。本項ではこちらについて解説する。

## 概要
鉄道敷設法・軽便鉄道法も参照のこと

### 背景
明治初期の国有鉄道の路線建設は必要に応じ建設を決定するという形で行われていたが、1892年に鉄道敷設法が、1896年に北海道鉄道敷設法が施行されることで、その状況に大きな変化が生まれた。
両法は国有鉄道の路線に関する各種規定の他、条文内で建設路線を直接指定するという路線計画図の役割も果たしており、これに従って路線を建設して行くことになったのである。この時定められた予定線は、いずれもほとんどが現在幹線とされている路線であり、日本の鉄道網はまず外枠から造られる形となった。
制定当初はまだ幹線鉄道網の発達が不充分であったため特に問題はなかったが、やがて建設が進んで行くと、予定線が幹線ばかりで地方路線の規定が全くといってよいほどないことが問題視されるようになった。
しかし路線計画図そのものが法律であるため、条文内に定めのない路線を建設する時は法律自体を改正して、その路線を条文に入れ込まなくてはならず、手続が煩雑である。さりとて地方路線を建設せねば鉄道網の充実は図れない。このようなことで、政府は法律と理想の間で板ばさみの状態になってしまったのである。

### 国有「軽便線」の建設
そのような折、1910年に施行されたのが軽便鉄道法であった。この法律は鉄道国有法の施行によって多くの大私鉄が買収されたことにより、著しく弱体化した民営鉄道の活性化をはかるため、規定の厳しい私設鉄道法を極度に簡素化して開業の門戸を開く目的で制定されたもので、本来は国有鉄道には関係のない法律であった。
しかし政府はこの法律に、地方路線建設不能状態の打開を求めた。法の適用範囲を国有鉄道に拡大し、「地方路線で高規格でなくともよく、なおかつその地方に民間の起業者がない場合や将来的に成長の見込みがある路線の場合」に限り、鉄道敷設法に規定がない路線でも国有鉄道線として建設してよいとした。建設の手続も大幅に簡略化され、ぎょうぎょうしく法律を改正せずとも、帝国議会で予算承認を得るだけで建設が出来るようになった。これらの路線が「軽便線」であり、これによって開通した路線は「○○軽便線」と呼ばれるようになった。

### 隆盛と膨張
この軽便線のもたらした影響は極めて大きかった。1911年に制度が導入された当初はごく小さな路線が数本計画に上っただけであったが、手続の簡単さと区間設定の自由度の高さによって事案が次第に増えて行った。そして1918年には、開業線・予定線含め35線に達したのである。これらの中には湧別軽便線（のちの石北本線と名寄本線の一部）のように、本来「本線」でありながら開通を急ぐために「軽便線」扱いで建設され、途中から「本線」に戻されるというあわただしい経緯をたどった路線もある。
ここで軽便線の根拠となる軽便鉄道法が、1919年に民営鉄道関連法の整理のために廃止されるという事態になった。これにより軽便線は本来なら法的根拠をなくすはずであったが、実はこの時点で軽便線の予算を1929年まで計上出来るように決定してあったため、軽便線の制度は維持されることになった。その後、軽便線の数は60線以上にまで増加して行く。
なおこれとは別に、私鉄買収線が「軽便線」とされることもあった。その中には仙北軽便鉄道を買収した「仙北軽便線」→「石巻軽便線」（のちの石巻線の一部）、魚沼鉄道を買収した「魚沼軽便線」（のち廃止）のように、特殊狭軌である路線も混じっている。

### 鉄道敷設法改正による消滅
その後、1920年代に入ると大きな変化が起こった。制定以来ほぼ放置状態であった鉄道敷設法の予定線がほぼ開通を見たことから、さらなる路線網の充実を図るために大幅に改正し、新規の予定線を大量に追加することにしたのである。
この中には従来ならば軽便線の枠組みで敷設されてきたような性質の地方路線も大量に含まれており、この改正はすなわち軽便線制度の廃止を意味するものであった。かくして1922年4月11日、鉄道敷設法の改正に伴い、軽便線制度は終焉を迎えることになったのであった。
なお「○○軽便線」の呼称も同年9月2日に鉄道省の告示をもって廃止され、すべて「○○線」と「軽便」を外した名称に改められている。

## 軽便線一覧
軽便線制度廃止前、「○○軽便線」の名称で開通した路線のみ掲載した。なお、かっこ内の路線名は現存線は現在の路線名、廃止線は廃止時の路線名で示した。

### 新規開業線
- 湧別軽便線（初代）→留辺蘂軽便線（石北本線の一部）
- 湧別軽便線（二代）（石北本線と名寄本線の各一部）
- 万字軽便線（万字線）
- 岩内軽便線（岩内線）
- 京極軽便線（胆振線の一部）
- 上磯軽便線（江差線）
- 大湊軽便線（大湊線）
- 黒石軽便線（弘南鉄道黒石線）
- 橋場軽便線（田沢湖線の一部）
- 生保内軽便線（田沢湖線の一部）
- 東横黒軽便線（北上線の一部）
- 西横黒軽便線（北上線の一部）
- 船川軽便線（男鹿線）
- 左沢軽便線（左沢線）
- 長井軽便線（山形鉄道フラワー長井線）
- 真岡軽便線（真岡鐵道真岡線）
- 因美軽便線（因美線の一部）
- 倉吉軽便線（倉吉線）
- 宮地軽便線（豊肥本線の一部）
- 犬飼軽便線（豊肥本線の一部）
- 細島軽便線（細島線）
- 山野軽便線（山野線の一部）

### 私鉄買収線
- 仙北軽便線→石巻軽便線（石巻線の一部）
- 魚沼軽便線（魚沼線・書類上でのみ同路線）
- 氷見軽便線（氷見線）
- 新湊軽便線（新湊線）
- 有馬軽便線（有馬線）
- 美禰軽便線（美祢線の一部）
- 小松島軽便線（小松島線）
- 妻軽便線（日豊本線の一部・妻線）

## 参考資料
- 日本国有鉄道編『日本国有鉄道百年史』（日本国有鉄道刊、1969-1974年）
- 臼井茂信「軽便機関車誌 国鉄狭軌軽便線」（『鉄道ファン』1983年2月号-1985年10月号・交友社刊、1983年2月-1985年10月）